# Villers-Vicomte
Villers-Vicomte é uma comuna francesa na região administrativa de Altos da França, no departamento de Oise. Estende-se por uma área de 5,2 km². Em 2010 a comuna tinha 147 habitantes (densidade: 28,3 hab./km²).